# Lärarhögskolan i Kalmar
Lärarhögskolan i Kalmar bildades 1968 genom en omvandling av Rostads folkskoleseminarium i Kalmar, med uppdrag att utbilda lågstadielärare och mellanstadielärare. I och med högskolereformen 1977 införlivades lärarhögskolan i Högskolan i Kalmar under rektor Dan Isacson.